# Спасс (Переславский район)
Спасс — село в Переславском районе Ярославской области России, входит в состав Рязанцевского сельского поселения.

## География
Село расположено в 11 км к юго-западу от центра поселения посёлка Рязанцево и в 17 км к юго-востоку от города Переславль-Залесский.

## История
В 1589 году село принадлежало помещику Семёну Ивановичу Чемоданову.
В писцовых книгах 1628-29 годах за братьями Чемодановыми записана старинная вотчина село Спасское, в нем тогда были два двора вотчинниковых, 2 двора крестьянских, 6 бобыльских и 5 пустых. К концу XVII века население Спасского значительно возросло, по переписным книгам 1678 года в нем значилось двор вотчинников, 8 дворов крестьянских и 15 бобыльских с населением 115 душ мужского пола, 9 дворов задворных людей, в которых жило 43 человека. Местным помещиком тогда был стольник Михаил Никитич Чемоданов. Роду Чемодановых Спасское принадлежало и в XVIII столетии.
В писцовых книгах 1628 года в селе отмечена церковь в честь Преображения Господня с приходом во имя преподобного Сергия Радонежского. В 1683 году стольник Михаил Никитич Чемоданов построил в Спасском новую деревянную церковь (церковь после неоднократных исправлений и возобновлений ещё стояла в 1895 году). Престолов в церкви было два: в холодной в честь Преображения Господня, в приделе холодном же в честь преподобного Сергия Радонежского. В 1822 году вблизи этой церкви на средства помещицы Екатерины Ивановны Васильчиковой построен каменный храм с колокольнею. Престолов в нем два: главный — в честь Преображения Господня, в приделе — в честь святого Николая Чудотворца. Приход состоял из села Спасского и деревень: Никулинки и Черницына.
В конце XIX — начале XX века село входило в состав Смоленской волости Переславского уезда Владимирской губернии. В 1905 году в селе числилось 60 дворов.
С 1929 года село входило в состав Смоленского сельсовета Переславского района, с 2005 года — в составе Рязанцевского сельского поселения.

## Население
| 1859 | 1905 |
| ---- | ---- |
| 377  | 371  |

| 1859 | 1905 | 1926 | 2007 | 2010 |
| ---- | ---- | ---- | ---- | ---- |
| 377  | ↘371 | ↘352 | ↘0   | →0   |

## Достопримечательности
В селе находится полуразрушенная Церковь Спаса Преображения (1822).